# Scopula griseolineata
Scopula griseolineata là một loài bướm đêm trong họ Geometridae.